# European Rugby Champions Cup 2025/26
Der European Rugby Champions Cup 2025/26 (aus Sponsoringgründen Investec Champions Cup genannt) ist die zwölfte Ausgabe des European Rugby Champions Cup, des wichtigsten europäischen Pokalwettbewerbs im Rugby Union (nimmt man den Vorgängerwettbewerb Heineken Cup hinzu, ist es die 31. Ausgabe). Beteiligt sind 24 Mannschaften aus England, Frankreich, Irland, Schottland, Südafrika und Wales (aus Italien hat sich keine Mannschaft qualifiziert). Das Turnier beginnt am 5. Dezember 2025, das Finale findet am 23. Mai 2026 im San Mamés in der spanischen Stadt Bilbao statt. Titelverteidiger ist die französische Mannschaft Union Bordeaux Bègles.

## Teilnehmer
Die 24 Teilnehmer verteilen sich wie folgt:
- die ersten acht der englischen Premiership Rugby
- die ersten acht der französischen Top 14
- die ersten acht der internationalen United Rugby Championship

## Modus
Die Mannschaften werden in vier Sechsergruppen aufgeteilt. Dabei qualifizieren sich die besten vier Mannschaften jeder Gruppe für die K.-o.-Phase des Champions Cup, während die Mannschaften auf dem fünften Platz ins Achtelfinale des EPCR Challenge Cup 2025/26 einziehen.
Punkte werden wie folgt vergeben:
- vier Punkte für einen Sieg
- zwei Punkte für ein Unentschieden
- einen Bonuspunkt bei vier oder mehr Versuchen
- einen Bonuspunkt bei einer Niederlage mit sieben oder weniger Punkten Differenz

Bei einem Gleichstand in der Tabelle zwischen einer oder mehreren Mannschaften zählen in der Reihenfolge:
- die bessere Punktedifferenz
- die Anzahl der erzielten Versuche
- die Anzahl der Spieler, die wegen disziplinarischer Vorfälle gesperrt wurden, in aufsteigender Reihenfolge

Besteht dann immer noch Gleichstand, wird zwischen den betroffenen Mannschaften gelost.

## Auslosung
Die Auslosung fand am 1. Juli 2025 in Dublin statt. Qualifiziert für die Ausgabe 2025/26 sind:
| Premiership Rugby                                                                                               | Top 14 | United Rugby Championship                                                                      |
| --- | --- | ---------------------------------------------------------------------------------------------- |
| Bath Rugby M Bristol Bears Gloucester Rugby Harlequins Leicester Tigers Northampton Saints Sale Sharks Saracens | Aviron Bayonnais Union Bordeaux Bègles T Castres Olympique ASM Clermont Auvergne Section Paloise Stade Rochelais Stade Toulousain M RC Toulon | Bulls Edinburgh Rugby Glasgow Warriors Leinster Rugby M Munster Rugby Scarlets Sharks Stormers |

M: Meister 
 T: Titelverteidiger

## Gruppenphase

### Gruppe 1
|     | Team                  | Spiele | Siege | Unent. | Ndlg. | Spiel- punkte | Diff. | Bonus- punkte | Tabellen- punkte |
| --- | --------------------- | ------ | ----- | ------ | ----- | ------------- | ----- | ------------- | ---------------- |
| 01. | ASM Clermont Auvergne | 0      | 0     | 0      | 0     | 0:0           | ± 0   | 0             | 0                |
| 02. | Glasgow Warriors      | 0      | 0     | 0      | 0     | 0:0           | ± 0   | 0             | 0                |
| 03. | Sale Sharks           | 0      | 0     | 0      | 0     | 0:0           | ± 0   | 0             | 0                |
| 04. | Saracens              | 0      | 0     | 0      | 0     | 0:0           | ± 0   | 0             | 0                |
| 05. | Sharks                | 0      | 0     | 0      | 0     | 0:0           | ± 0   | 0             | 0                |
| 06. | Stade Toulousain      | 0      | 0     | 0      | 0     | 0:0           | ± 0   | 0             | 0                |

| 5. Dezember 2025 20:00 WEZ | Sale Sharks | v | Glasgow Warriors | Salford Community Stadium, Salford |
| 5. Dezember 2025 20:00 WEZ |             |   |                  | Salford Community Stadium, Salford |

| 6. Dezember 2025 13:00 WEZ | Saracens | v | ASM Clermont Auvergne | Barnet Copthall, London |
| 6. Dezember 2025 13:00 WEZ |          |   |                       | Barnet Copthall, London |

| 7. Dezember 2025 16:15 MEZ | Stade Toulousain | v | Sharks | Stade Ernest-Wallon, Toulouse |
| 7. Dezember 2025 16:15 MEZ |                  |   |        | Stade Ernest-Wallon, Toulouse |

| 13. Dezember 2025 16:15 SAST | Sharks | v | Saracens | Kings Park Stadium, Durban |
| 13. Dezember 2025 16:15 SAST |        |   |          | Kings Park Stadium, Durban |

| 13. Dezember 2025 16:15 MEZ | ASM Clermont Auvergne | v | Sale Sharks | Stade Marcel-Michelin, Clermont-Ferrand |
| 13. Dezember 2025 16:15 MEZ |                       |   |             | Stade Marcel-Michelin, Clermont-Ferrand |

| 13. Dezember 2025 20:00 WEZ | Glasgow Warriors | v | Stade Toulousain | Scotstoun Stadium, Glasgow |
| 13. Dezember 2025 20:00 WEZ |                  |   |                  | Scotstoun Stadium, Glasgow |

| 10. Januar 2026 16:15 MEZ | ASM Clermont Auvergne | v | Glasgow Warriors | Stade Marcel-Michelin, Clermont-Ferrand |
| 10. Januar 2026 16:15 MEZ |                       |   |                  | Stade Marcel-Michelin, Clermont-Ferrand |

| 10. Januar 2026 17:30 WEZ | Sale Sharks | v | Sharks | Salford Community Stadium, Salford |
| 10. Januar 2026 17:30 WEZ |             |   |        | Salford Community Stadium, Salford |

| 11. Januar 2026 17:30 WEZ | Saracens | v | Stade Toulousain | Barnet Copthall, London |
| 11. Januar 2026 17:30 WEZ |          |   |                  | Barnet Copthall, London |

| 17. Januar 2026 14:00 SAST | Sharks | v | ASM Clermont Auvergne | Kings Park Stadium, Dublin |
| 17. Januar 2026 14:00 SAST |        |   |                       | Kings Park Stadium, Dublin |

| 17. Januar 2026 18:30 MEZ | Stade Toulousain | v | Sale Sharks | Stade Ernest-Wallon, Toulouse |
| 17. Januar 2026 18:30 MEZ |                  |   |             | Stade Ernest-Wallon, Toulouse |

| 18. Januar 2026 17:30 WEZ | Glasgow Warriors | v | Saracens | Scotstoun Stadium, Glasgow |
| 18. Januar 2026 17:30 WEZ |                  |   |          | Scotstoun Stadium, Glasgow |

### Gruppe 2
|     | Team              | Spiele | Siege | Unent. | Ndlg. | Spiel- punkte | Diff. | Bonus- punkte | Tabellen- punkte |
| --- | ----------------- | ------ | ----- | ------ | ----- | ------------- | ----- | ------------- | ---------------- |
| 01. | Bath Rugby        | 0      | 0     | 0      | 0     | 0:0           | ± 0   | 0             | 0                |
| 02. | Castres Olympique | 0      | 0     | 0      | 0     | 0:0           | ± 0   | 0             | 0                |
| 03. | Edinburgh Rugby   | 0      | 0     | 0      | 0     | 0:0           | ± 0   | 0             | 0                |
| 04. | Gloucester Rugby  | 0      | 0     | 0      | 0     | 0:0           | ± 0   | 0             | 0                |
| 05. | Munster Rugby     | 0      | 0     | 0      | 0     | 0:0           | ± 0   | 0             | 0                |
| 06. | RC Toulon         | 0      | 0     | 0      | 0     | 0:0           | ± 0   | 0             | 0                |

| 6. Dezember 2025 20:00 WEZ | Bath Rugby | v | Munster Rugby | Recreation Ground, Bath |
| 6. Dezember 2025 20:00 WEZ |            |   |               | Recreation Ground, Bath |

| 7. Dezember 2025 15:15 WEZ | Gloucester Rugby | v | Castres Olympique | Kingsholm Stadium, Gloucester |
| 7. Dezember 2025 15:15 WEZ |                  |   |                   | Kingsholm Stadium, Gloucester |

| 7. Dezember 2025 17:30 WEZ | Edinburgh Rugby | v | RC Toulon | Edinburgh Rugby Stadium, Edinburgh |
| 7. Dezember 2025 17:30 WEZ |                 |   |           | Edinburgh Rugby Stadium, Edinburgh |

| 13. Dezember 2025 17:30 WEZ | Munster Rugby | v | Gloucester Rugby | Páirc Uí Chaoimh, Cork |
| 13. Dezember 2025 17:30 WEZ |               |   |                  | Páirc Uí Chaoimh, Cork |

| 14. Dezember 2025 14:00 MEZ | Castres Olympique | v | Edinburgh Rugby | Stade Pierre-Fabre, Castres |
| 14. Dezember 2025 14:00 MEZ |                   |   |                 | Stade Pierre-Fabre, Castres |

| 14. Dezember 2025 16:15 MEZ | RC Toulon | v | Bath Rugby | Stade Mayol, Toulon |
| 14. Dezember 2025 16:15 MEZ |           |   |            | Stade Mayol, Toulon |

| 9. Januar 2026 21:00 MEZ | Castres Olympique | v | Bath Rugby | Stade Pierre-Fabre, Castres |
| 9. Januar 2026 21:00 MEZ |                   |   |            | Stade Pierre-Fabre, Castres |

| 9. Januar 2026 20:00 WEZ | Edinburgh Rugby | v | Gloucester Rugby | Edinburgh Rugby Stadium, Edinburgh |
| 9. Januar 2026 20:00 WEZ |                 |   |                  | Edinburgh Rugby Stadium, Edinburgh |

| 11. Januar 2026 14:00 MEZ | RC Toulon | v | Munster Rugby | Stade Mayol, Toulon |
| 11. Januar 2026 14:00 MEZ |           |   |               | Stade Mayol, Toulon |

| 16. Januar 2026 20:00 WEZ | Bath Rugby | v | Edinburgh Rugby | Recreation Ground, Bath |
| 16. Januar 2026 20:00 WEZ |            |   |                 | Recreation Ground, Bath |

| 16. Januar 2026 17:30 WEZ | Munster Rugby | v | Castres Olympique | Thomond Park, Limerick |
| 16. Januar 2026 17:30 WEZ |               |   |                   | Thomond Park, Limerick |

| 17. Januar 2026 20:00 WEZ | Gloucester Rugby | v | RC Toulon | Kingsholm Stadium, Gloucester |
| 17. Januar 2026 20:00 WEZ |                  |   |           | Kingsholm Stadium, Gloucester |

### Gruppe 3
|     | Team             | Spiele | Siege | Unent. | Ndlg. | Spiel- punkte | Diff. | Bonus- punkte | Tabellen- punkte |
| --- | ---------------- | ------ | ----- | ------ | ----- | ------------- | ----- | ------------- | ---------------- |
| 01. | Aviron Bayonnais | 0      | 0     | 0      | 0     | 0:0           | ± 0   | 0             | 0                |
| 02. | Harlequins       | 0      | 0     | 0      | 0     | 0:0           | ± 0   | 0             | 0                |
| 03. | Stade Rochelais  | 0      | 0     | 0      | 0     | 0:0           | ± 0   | 0             | 0                |
| 04. | Leicester Tigers | 0      | 0     | 0      | 0     | 0:0           | ± 0   | 0             | 0                |
| 05. | Leinster Rugby   | 0      | 0     | 0      | 0     | 0:0           | ± 0   | 0             | 0                |
| 06. | Stormers         | 0      | 0     | 0      | 0     | 0:0           | ± 0   | 0             | 0                |

| 5. Dezember 2025 21:00 MEZ | Aviron Bayonnais | v | Stormers | Stade Jean-Dauger, Bayonne |
| 5. Dezember 2025 21:00 MEZ |                  |   |          | Stade Jean-Dauger, Bayonne |

| 6. Dezember 2025 18:30 MEZ | Stade Rochelais | v | Leicester Tigers | Stade Marcel-Deflandre, La Rochelle |
| 6. Dezember 2025 18:30 MEZ |                 |   |                  | Stade Marcel-Deflandre, La Rochelle |

| 6. Dezember 2025 17:30 WEZ | Leinster Rugby | v | Harlequins | TBA |
| 6. Dezember 2025 17:30 WEZ |                |   |            | TBA |

| 12. Dezember 2025 20:00 WEZ | Leicester Tigers | v | Leinster Rugby | Welford Road Stadium, Leicester |
| 12. Dezember 2025 20:00 WEZ |                  |   |                | Welford Road Stadium, Leicester |

| 13. Dezember 2025 14:00 SAST | Stormers | v | Stade Rochelais | TBA |
| 13. Dezember 2025 14:00 SAST |          |   |                 | TBA |

| 13. Dezember 2025 13:00 WEZ | Harlequins | v | Aviron Bayonnais | The Stoop, London |
| 13. Dezember 2025 13:00 WEZ |            |   |                  | The Stoop, London |

| 10. Januar 2026 17:30 WEZ | Leinster Rugby | v | Stade Rochelais | TBA |
| 10. Januar 2026 17:30 WEZ |                |   |                 | TBA |

| 10. Januar 2026 20:00 WEZ | Leicester Tigers | v | Aviron Bayonnais | Welford Road Stadium, Leicester |
| 10. Januar 2026 20:00 WEZ |                  |   |                  | Welford Road Stadium, Leicester |

| 10. Januar 2026 13:00 WEZ | Harlequins | v | Stormers | The Stoop, London |
| 10. Januar 2026 13:00 WEZ |            |   |          | The Stoop, London |

| 17. Januar 2026 16:15 MEZ | Aviron Bayonnais | v | Leinster Rugby | Stade Jean-Dauger, Bayonne |
| 17. Januar 2026 16:15 MEZ |                  |   |                | Stade Jean-Dauger, Bayonne |

| 17. Januar 2026 16:15 SAST | Stormers | v | Leicester Tigers | Cape Town Stadium, Kapstadt |
| 17. Januar 2026 16:15 SAST |          |   |                  | Cape Town Stadium, Kapstadt |

| 18. Januar 2026 16:15 MEZ | Stade Rochelais | v | Harlequins | Stade Marcel-Deflandre, La Rochelle |
| 18. Januar 2026 16:15 MEZ |                 |   |            | Stade Marcel-Deflandre, La Rochelle |

### Gruppe 4
|     | Team                  | Spiele | Siege | Unent. | Ndlg. | Spiel- punkte | Diff. | Bonus- punkte | Tabellen- punkte |
| --- | --------------------- | ------ | ----- | ------ | ----- | ------------- | ----- | ------------- | ---------------- |
| 01. | Union Bordeaux Bègles | 0      | 0     | 0      | 0     | 0:0           | ± 0   | 0             | 0                |
| 02. | Bristol Bears         | 0      | 0     | 0      | 0     | 0:0           | ± 0   | 0             | 0                |
| 03. | Bulls                 | 0      | 0     | 0      | 0     | 0:0           | ± 0   | 0             | 0                |
| 04. | Northampton Saints    | 0      | 0     | 0      | 0     | 0:0           | ± 0   | 0             | 0                |
| 05. | Section Paloise       | 0      | 0     | 0      | 0     | 0:0           | ± 0   | 0             | 0                |
| 06. | Scarlets              | 0      | 0     | 0      | 0     | 0:0           | ± 0   | 0             | 0                |

| 6. Dezember 2025 16:15 SAST | Bulls | v | Union Bordeaux Bègles | Loftus Versfeld Stadium, Pretoria |
| 6. Dezember 2025 16:15 SAST |       |   |                       | Loftus Versfeld Stadium, Pretoria |

| 6. Dezember 2025 20:00 WEZ | Scarlets | v | Bristol Bears | Parc y Scarlets, Llanelli |
| 6. Dezember 2025 20:00 WEZ |          |   |               | Parc y Scarlets, Llanelli |

| 7. Dezember 2025 14:00 MEZ | Section Paloise | v | Northampton Saints | Stade du Hameau, Pau |
| 7. Dezember 2025 14:00 MEZ |                 |   |                    | Stade du Hameau, Pau |

| 13. Dezember 2025 18:30 MEZ | Union Bordeaux Bègles | v | Scarlets | Stade Chaban-Delmas, Bordeaux |
| 13. Dezember 2025 18:30 MEZ |                       |   |          | Stade Chaban-Delmas, Bordeaux |

| 13. Dezember 2025 15:15 WEZ | Northampton Saints | v | Bulls | Franklin’s Gardens, Northampton |
| 13. Dezember 2025 15:15 WEZ |                    |   |       | Franklin’s Gardens, Northampton |

| 14. Dezember 2025 17:30 WEZ | Bristol Bears | v | Section Paloise | Ashton Gate Stadium, Bristol |
| 14. Dezember 2025 17:30 WEZ |               |   |                 | Ashton Gate Stadium, Bristol |

| 10. Januar 2026 14:00 SAST | Bulls | v | Bristol Bears | Loftus Versfeld Stadium, Pretoria |
| 10. Januar 2026 14:00 SAST |       |   |               | Loftus Versfeld Stadium, Pretoria |

| 10. Januar 2026 20:00 WEZ | Scarlets | v | Section Paloise | Parc y Scarlets, Llanelli |
| 10. Januar 2026 20:00 WEZ |          |   |                 | Parc y Scarlets, Llanelli |

| 11. Januar 2026 16:15 MEZ | Union Bordeaux Bègles | v | Northampton Saints | Stade Chaban-Delmas, Bordeaux |
| 11. Januar 2026 16:15 MEZ |                       |   |                    | Stade Chaban-Delmas, Bordeaux |

| 16. Januar 2026 20:00 MEZ | Section Paloise | v | Bulls | Stade du Hameau, Pau |
| 16. Januar 2026 20:00 MEZ |                 |   |       | Stade du Hameau, Pau |

| 18. Januar 2026 13:00 WEZ | Bristol Bears | v | Union Bordeaux Bègles | Ashton Gate Stadium, Bristol |
| 18. Januar 2026 13:00 WEZ |               |   |                       | Ashton Gate Stadium, Bristol |

| 18. Januar 2026 15:15 WEZ | Northampton Saints | v | Scarlets | Franklin’s Gardens, Northampton |
| 18. Januar 2026 15:15 WEZ |                    |   |          | Franklin’s Gardens, Northampton |